# アトミック・プレイボーイズ
『アトミック・プレイボーイズ』（Atomic Playboys）は、アメリカ合衆国のギタリスト、スティーヴ・スティーヴンスが1989年にスティーヴ・スティーヴンス・アトミック・プレイボーイズ名義で発表したスタジオ・アルバム。スティーヴンス初のソロ・プロジェクトに当たる。

## 解説
元Warriorのペリー・マッカーティ、ミック・ジャガーやシェールのアルバムに参加したセッション・キーボーディストのフィル・アシュリー、スティーヴンスと共にビリー・アイドルのバンドで活動していたトミー・プライスが主要メンバーとして参加した。「ウーマン・オブ・1000イヤーズ」ではスティーヴンス本人がリード・ボーカルも担当している。ラット等の作品を手掛けてきたボー・ヒルが、サウンド・プロデュースやバッキング・ボーカルで参加。また、当時アトランティック・レコードと契約していたフィオナが「デスペレート・ハート」にゲスト参加した。
「アクション」は、スウィートが1975年にシングル・ヒットさせた曲のカヴァー。「ラン・アクロス・デザート・サンズ」はフラメンコを取り入れたインストゥルメンタルである。
ジャケットの絵はH・R・ギーガーが描いた。なお、ギーガーがアルバム・ジャケットに使うことを前提として新作を描き下ろしたのは、本作が最後である。
本作ではスティーヴンスがギターとベースを両方演奏したが、本作リリースに伴うツアーでは、ルー・グラムのバンドのベーシストとして活動していたブルース・ターゴンがベースを弾き、また、プライスに代わってグレッグ・ガーソンがドラムスを担当した。なお、アトミック・プレイボーイズとしての日本公演も予定されていたが、その前にスティーヴンスがバンドを解散させ、日本公演はキャンセルとなった。
2013年にRock Candy Recordsから発売されたイギリス盤リマスターCDには、日本盤限定のボーナス・トラックだった「ウォーム・フィーメイル」と、「アクション」のプロモ・リミックス・ヴァージョンが追加された。

## 収録曲
特記なき楽曲はスティーヴ・スティーヴンス作。10.はインストゥルメンタル。
1. アトミック・プレイボーイズ - "Atomic Playboys" - 5:47
2. パワー・オブ・サジェスチョン - "Power of Suggestion" - 4:37
3. アクション - "Action" (Andy Scott, Mick Tucker, Brian Connolly, Steve Priest) - 4:44
4. デスペレート・ハート - "Desperate Heart" (Steve Stevens, Perry McCarty, Beau Hill, Fiona) - 4:32
5. ソウル・オン・アイス - "Soul on Ice" - 3:57
6. クラックダウン - "Crackdown" - 5:44
7. ペット・ザ・ホット・キティ - "Pet the Hot Kitty" (S. Stevens, P. McCarty, B. Hill) - 4:03
8. イヴニング・アイ - "Evening Eye" (S. Stevens, P. McCarty) - 3:56
9. ウーマン・オブ・1000イヤーズ - "Woman of 1,000 Years" - 4:21
10. ラン・アクロス・デザート・サンズ - "Run Across Desert Sands" - 3:52
11. スリッピング・イントゥ・フィクション - "Slipping into Fiction" - 4:43

### 日本盤ボーナス・トラック
1. ウォーム・フィーメイル - "Warm Female" (Iggy Pop, S. Stevens) - 4:10

## 他メディアでの使用例
「パワー・オブ・サジェスチョン」は、1994年公開のアメリカ映画『エース・ベンチュラ』のサウンドトラックで使用された。

## 参加ミュージシャン
- スティーヴ・スティーヴンス - ギター、ベース、ボーカル
- ペリー・マッカーティ - リード・ボーカル
- フィル・アシュリー - キーボード
- トミー・プライス - ドラムス

アディショナル・ミュージシャン
- カジム・サルトン - ベース(on #1)
- アントン・フィグ - ドラムス(on #4, #8)
- ザ・ニュー・ウェスト・ホーンズ - ホーン・セクション(on #2)
  - クリス・ボッティ
  - ケント・スミス
  - マイク・デイヴィス
  - アンディ・スニッツァー
  - ダニエル・ウィレンスキー
- ボー・ヒル - バッキング・ボーカル
- ポール・ウィンガー - バッキング・ボーカル
- ネイト・ウィンガー - バッキング・ボーカル
- ポーレット・ブラウン - バッキング・ボーカル(on #2, #9)
- バニー・ハル - バッキング・ボーカル(on #2)
- フィオナ - ボーカル(on #4)